# Neurotransmiterski receptor
Neurotransmiterski receptor (neuroreceptor) je membranski receptor koji aktivira neurotransmiter. Membranski protein formira interakicije sa fosfolipidnim dvoslojem koji okružuje ćeliju i sa hemikalijama u ćelijskoj spoljašnjoj sredini. Membranski receptori u neuronskim i glijalnim ćelijama, omogućavaju komunikaciju između ćelija putem hemijskih signala. 
U postsinaptičkim ćelijama, neurotransmiterski receptori primaju signale koji podstiču električni signal, putem regulacije aktivnosti jonskih kanala. Vezivanje neurotransmitera za specifične receptore može da promeni membranski potencijal neurona. To može da proizvede signal koji prolazi duž aksona i prenosi se duž neuronske mreže (akcioni potencijal). Na presinaptičkim ćelijama vezivanje neurotransmitera za specifične receptore pruža povratnu spregu i sprečava prekomerno otpuštanje neurotransmitera.
Postoje dva tipa neurotransmiterskih receptora: ligandom kontrolisani receptori ili jonotropni receptori, i G protein spregnuti receptori ili metabotropni receptori. Ligandom kontrolisani receptori mogu da budu pobuđeni neurotransmiterima (ligandima), npr. glutamatom i aspartatom. Ti receptori takođe mogu da budu inhibirani neurotransmiterima poput GABA i glicina. Nasuprot tome postoje G protein spregnuti receptori koji nisu ni ekscitatorni ni inhibitori. Oni modulišu dejstvo ekscitatornih i inhibitornih neurotransmitera. Većina neurotransmiterskih receptora su G-protein spregnuti.

## Dodatna literatura
- Snyder, Solomon H. (2009). „Neurotransmitters, Receptors, and Second Messengers Galore in 40 Years”. Journal of Neuroscience. 29 (41): 12717—12721. PMC 6665300 . PMID 19828781. doi:10.1523/JNEUROSCI.3670-09.2009.

- Snyder, S. H.; Bennett, J. P. (1976). „Neurotransmitter Receptors in the Brain: Biochemical Identification”. Annual Review of Physiology. 38: 153—175. PMID 4007. doi:10.1146/annurev.ph.38.030176.001101.

## Spoljašnje veze
- Neuroregulator+Receptor на 
- Brain Explorer
- Neurotransmitters Postsynaptic Receptors